# Crithagra albogularis
Il canarino golabianca (Crithagra albogularis Smith, 1833) è un uccello passeriforme della famiglia dei Fringillidi.

## Etimologia
Il nome scientifico della specie (dal quale deriva quello nome comune), albogularis, deriva dal latino e significa "dalla gola bianca", in riferimento alla livrea di questi uccelli.

## Descrizione

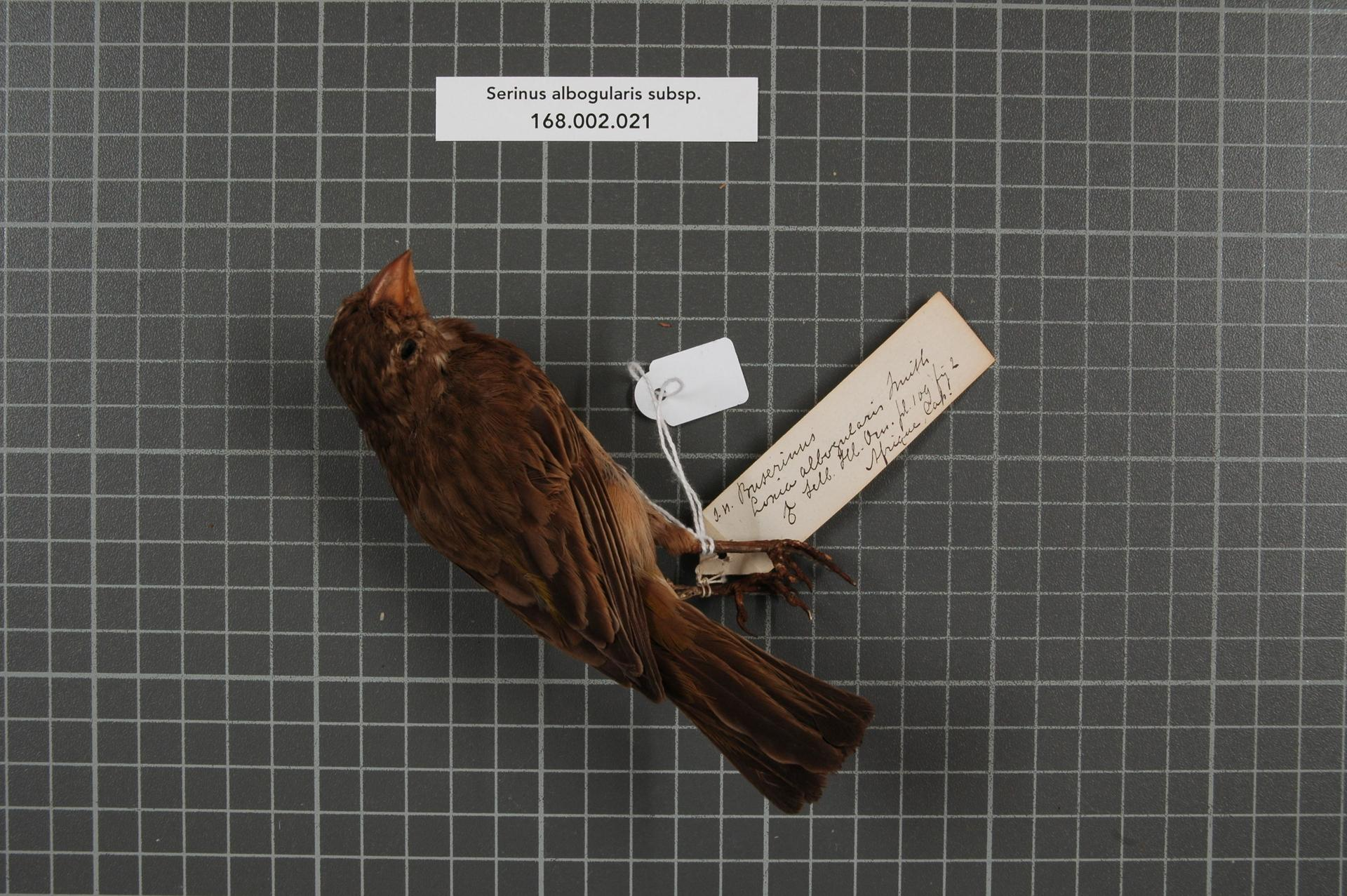
Veduta laterale di maschio impagliato.

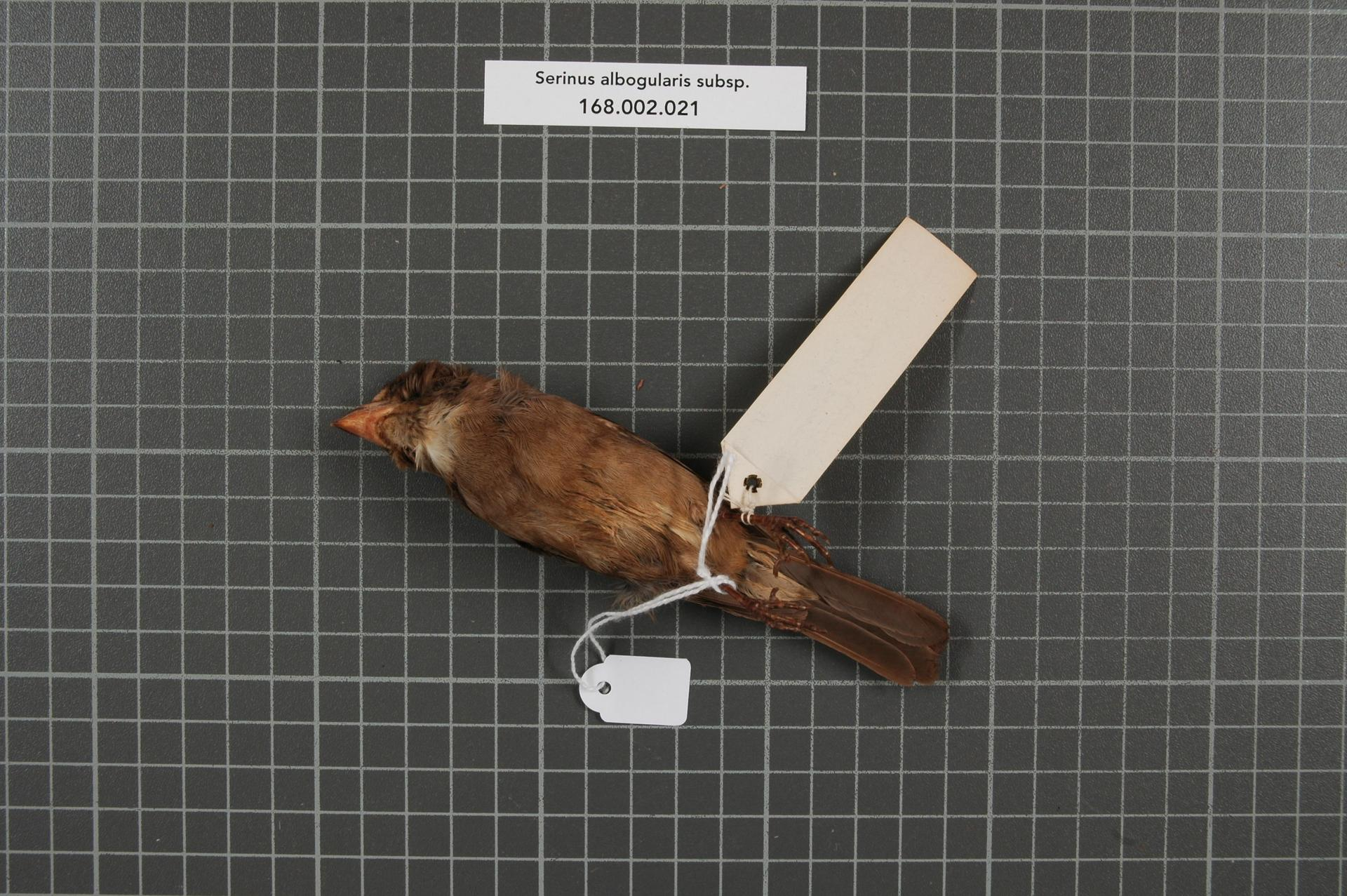
Veduta ventrale di maschio impagliato.

### Dimensioni
Misura 13,5–15 cm di lunghezza, per un peso di 13-34 g.

### Aspetto
Si tratta di uccelletti dall'aspetto robusto ma slanciato, muniti di testa arrotondata con becco conico, ali appuntite e coda dalla punta squadrata.
Il piumaggio è piuttosto sobrio, essendo dominato dal grigio su testa, petto e ventre, mentre dorso e ali sono di colore grigio-brunastro. Sopracciglio e mustacchio, gola (caratteristica che frutta alla specie sia il nome scientifico che il nome comune) e sottocoda sono di colore bianco-grigiastro: in questa specie, tuttavia, i pattern facciali chiari sono meno ben definiti rispetto a quanto osservabile fra altre specie congeneri che ne sono provviste. Il codione è di un appariscente colore giallo, ben visibile con l'animale in volo.

Il becco è di colore nerastro con parte basale più chiara e tendente al carnicino-brunastro, le zampe sono di colore carnicino-nerastro e gli occhi sono di colore bruno scuro.

## Biologia
I canarini golabianca sono uccelli principalmente diurni, che passano la maggior parte della giornata alla ricerca di cibo fra i cespugli o l'erba alta, muovendosi perlopiù in coppie.

### Alimentazione
Si tratta di uccelli granivori, la cui dieta si compone in massima parte di semi di piante arbustive (specialmente euforbiacee), comprendendo tuttavia anche foglioline, germogli, bacche e (in particolar modo durante la stagione riproduttiva, quando il fabbisogno energetico è aumentato) piccoli insetti.

### Riproduzione

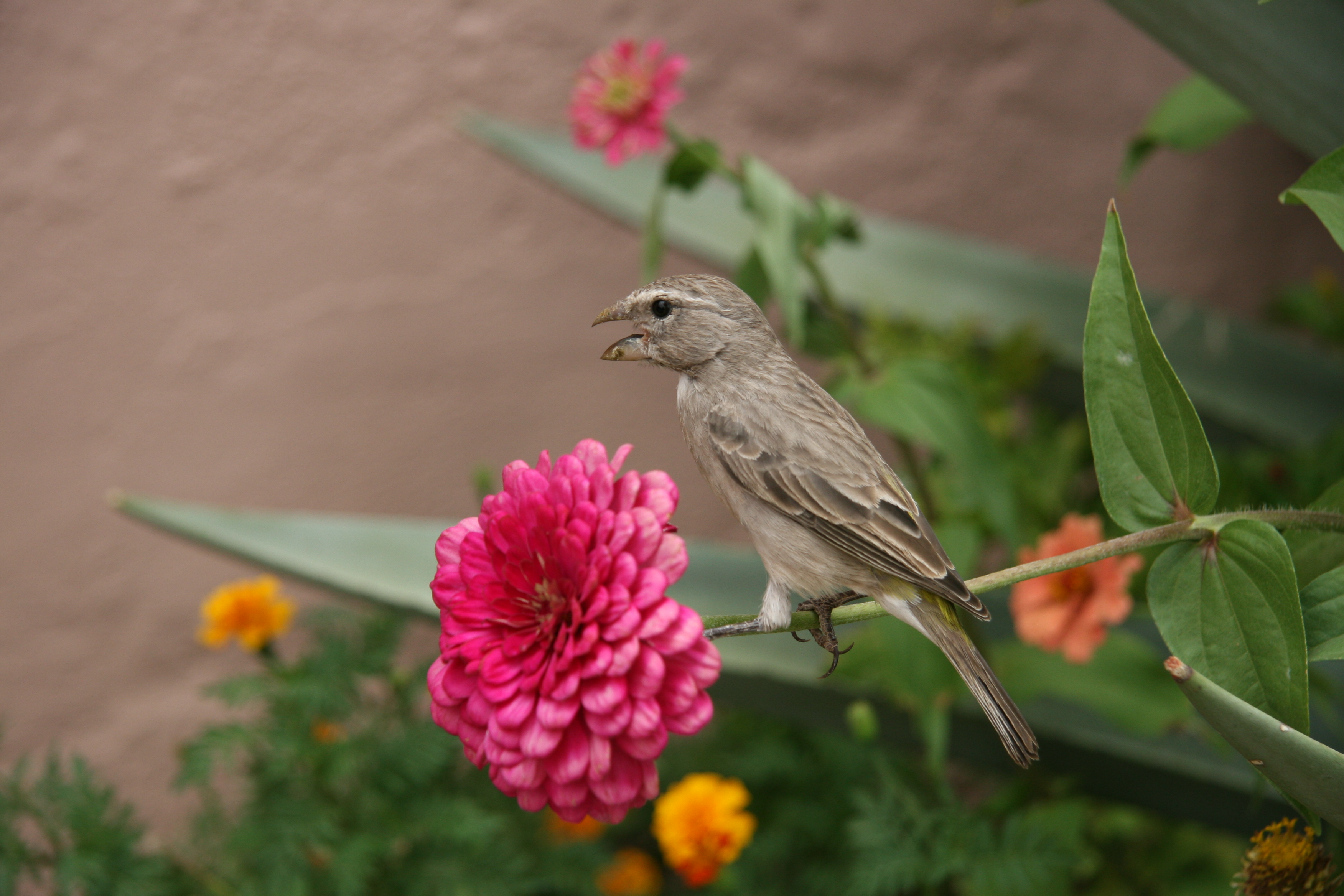
Esemplare canta in Namibia meridionale.

I canarini di Rüppell possono riprodursi durante tutto l'arco dell'anno, scegliendo generalmente i periodi dopo piogge abbondanti per farlo, in modo tale da avere un'ampia disponibilità di cibo per la prole.

I maschi cercano di attrarre le femmine cantando a squarciagola da posatoi in evidenza: al sopraggiungere di una di esse ha inizio il corteggiamento vero e proprio, col maschio che la segue con insistenza tenendo ali e becco semiaperti, testa e coda erette, penne arruffate.

Si tratta di uccelli monogami, con le coppie che rimangono salde durante tutto l'anno: il maschio si occupa di fare la guardia al territorio e di trovare il cibo, mentre la femmina si fa carico della costruzione del nido (una coppa di fibre vegetali intrecciate alla biforcazione di un ramo) e della cova delle 3-6 uova, che dura circa due settimane. Le cure parentali nei confronti dei pulli, ciechi ed implumi alla schiusa, sono condivise da ambedue i partner: così accuditi, i nidiacei si involano a tre settimane dalla schiusa, pur rimanendo nei pressi del nido (seguendo i genitori nei loro spostamenti e chiedendo loro sporadicamente l'imbeccata) fino al mese e mezzo d'età, quando se ne allontanano definitivamente disperdendosi.

## Distribuzione e habitat
Il canarino golabianca vive in Africa meridionale, occupando un areale comprendente tutta l'area costiera che va dall'Angola sud-occidentale al Sudafrica meridionale (fino circa all'area di Port Elizabeth), spingendosi verso l'interno fino alle estreme propaggini sud-occidentali del Botswana.
L'habitat di questi uccelli è rappresentato dalla savana secca e semiarida con presenza di cespugli ed alberi isolati.

## Sistematica
Se ne riconoscono quattro sottospecie:

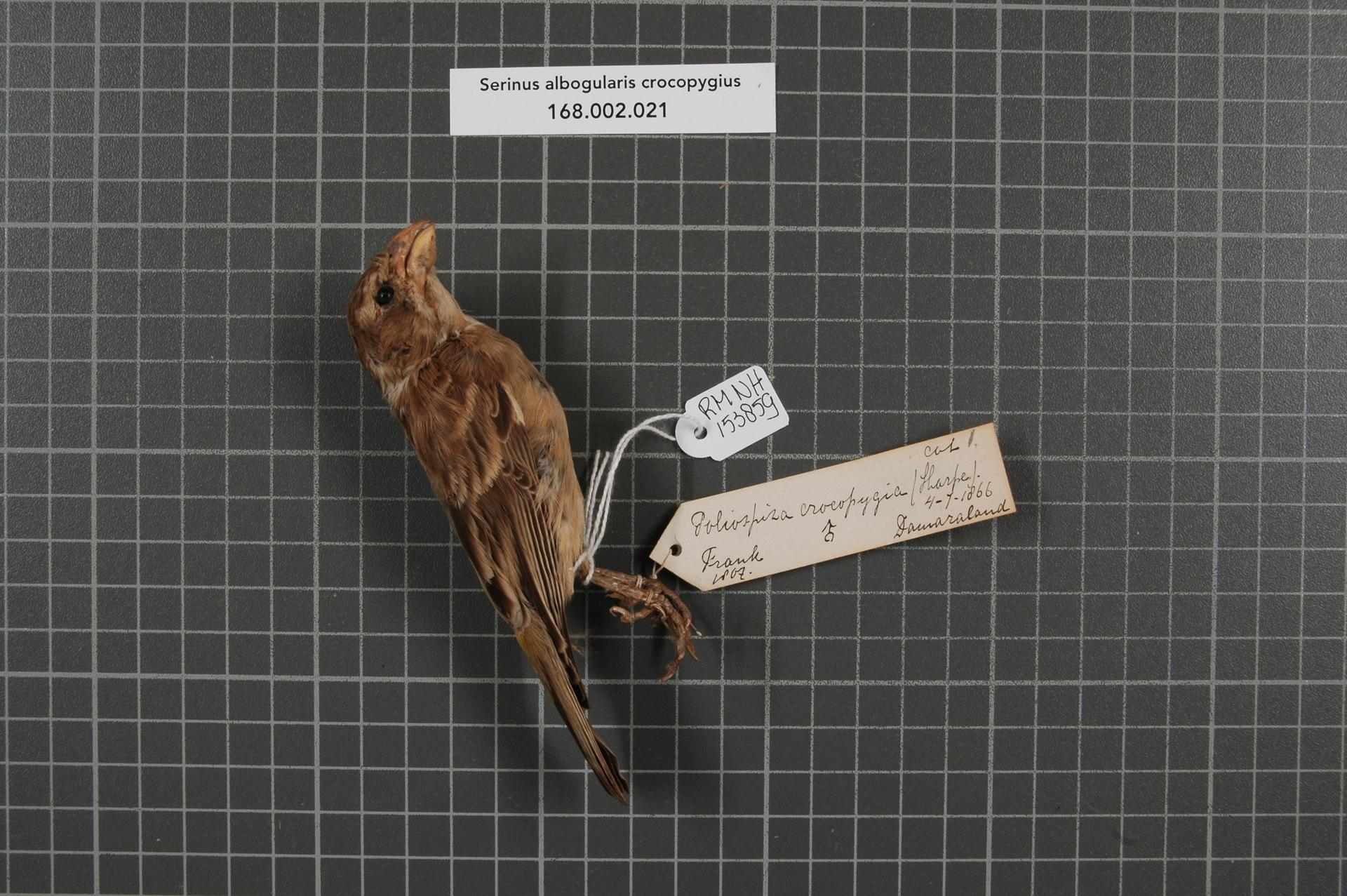
Esemplare impagliato della sottospecie crocopygia.

- Crithagra albogularis albogularis Smith, 1833 - la sottospecie nominale, endemica della porzione occidentale del Capo Orientale;
- Crithagra albogularis crocopygia (Sharpe, 1871) - diffusa nell'area di confine fra Angola sud-occidentale e Namibia nord-occidentale;
- Crithagra albogularis sordahlae (Friedmann, 1932) - diffusa in Namibia centro-meridionale e Sudafrica nord-occidentale (porzione occidentale del Capo Settentrionale);
- Crithagra albogularis orangensis Roberts, 1937 - diffusa in Sudafrica settentrionale (Nordovest meridionale e Free State occidentale), oltre che nel Lesotho;

Alcuni autori elevano al rango di sottospecie, col nome di C. a. hewitti, le popolazioni dei confini sud-orientali dell'areale occupato dalla specie, ascritte alla sottospecie nominale.